# Maître du Livre du sacre de Charles V
Le Maître du Livre du sacre de Charles V est un maître anonyme enlumineur actif à Paris entre 1350 et 1378. Il doit son nom à un livre enluminé par lui évoquant les épisodes du sacre du roi Charles V de France (British Library).

## Éléments biographiques et stylistiques
Ce maître anonyme est parfois désigné sous le nom de Second Maître de l'Atelier du Maître du Remède de Fortune avec lequel il a collaboré, notamment à la réalisation du manuscrit des Œuvres poétiques de Guillaume de Machaut, sa plus ancien œuvre connue. Il est aussi un collaborateur fréquent d'un autre maître parisien de l'enluminure à cette époque : le Maître de la Bible de Jean de Sy. Tous ces enlumineurs répondent fréquemment à des commandes royales. Le maître doit ainsi son nom du livre du sacre commandé par Charles V en 1365 et pour lequel il a peint 38 miniatures. 
Son style est marqué par des traits marqués et des juxtapositions de teintes. Il montre un intérêt pour les portraits ressemblant mais ne tente aucune composition en perspective. 

## Principaux Manuscrits attribués

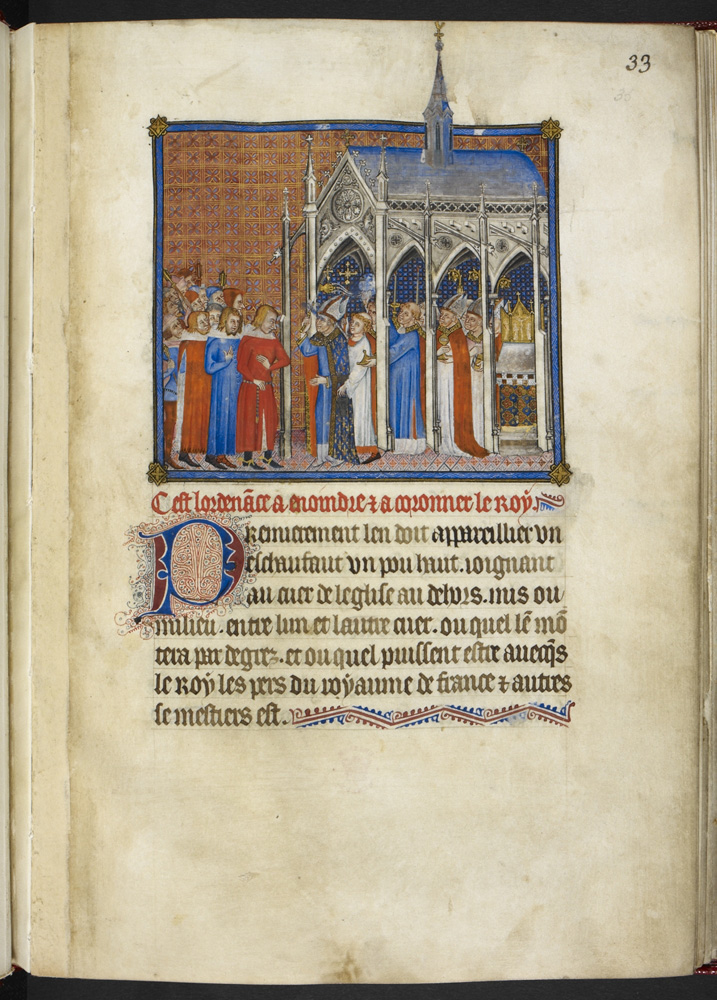
Livre du sacre de Charles V, l'accueil du roi par l'archevêque de Reims, f.35.

- Œuvres poétiques de Guillaume de Machaut, vers 1355-1360, en collaboration avec le Maître du Remède de Fortune et le Maître de la Bible de Jean de Sy, Bibliothèque nationale de France, Fr. 1586
- Bible historiale de Jean II le Bon, vers 1356, British Library, Royal Ms. 19 D. II[2]
- Bible historiale, 1360-1365, Württembergische Landesbibliothek, Stuttgart, Cod.Bibl.Fol.6[3]
- Livre des neuf juges, 1361, miniature du frontispice pour le dauphin Charles, Bibliothèque royale de Belgique, Bruxelles, Ms. 10319
- Petite Bible historiale de Charles V, 1363, BNF, Fr. 5707[4]
- Livre du sacre de Charles V, 1365, BL, Cotton MS. Tib. B. VIII[5]
- Grandes Chroniques de France de Charles V, 1370-1379 (auteur des miniatures du sacre de Charles V et de sa femme ainsi que de celle des funérailles de cette dernière, f. 439 et 480v), BNF, Fr. 2813
- Manuscrit du Miroir historial de Vincent de Beauvais, BNF, NAF 15941[6]
- Un autre manuscrit des Grandes Chroniques de France, collection privée, UK
- Manuscrit de la Cité de Dieu, BNF, Fr. 22912-3
- Manuscrit de la Politique et de l' Economique d'Aristote, ancienne collection Waziers et BRB, Mss. 11201-2[7]
- Manuscrit des Grandes Chroniques pour Jean Ier de Berry, passé en vente chez Sotheby's à Londres le 8 décembre 1981 (lot 94), aujourd'hui BnF, NAF 28876 (quatre miniatures, fols. 82v, 93v, 96, 215)[8]
- Grandes Heures de Philippe le Hardi, en collaboration avec le Maître de la Bible de Jean de Sy, vers 1376-1378